# 熊谷渋川連絡道路
熊谷渋川連絡道路 （くまがや・しぶかわれんらくどうろ）は、起点を埼玉県鴻巣市、終点を群馬県渋川市とする延長65.8 km（キロメートル）の地域高規格道路の路線名である。事業化済み区間は全て国道17号として事業化されている。

## 概要
1994年（平成6年）12月16日候補路線へ、1998年（平成10年）6月16日に計画路線へと指定された。
起点では同じく地域高規格道路の新大宮上尾道路終点から直結される計画で、終点では関越自動車道渋川伊香保ICと接続しており、地域高規格道路上信自動車道とも接続する計画。
国道17号現道に対する大規模なバイパス道路でもあり、現道における同区間の主要都市である熊谷・深谷・本庄・高崎・前橋の各市街地を経由せず（本庄・高崎市には市域にすら入らない）に、太田市と伊勢崎市の間を走る群馬県内のショートカット経路になっており、国道17号本線と関越自動車道を補完し、交差する北関東自動車道と連携した広域ネットワークを構成する。
2017年（平成29年）3月19日に上武道路の未開通区間が開通したことで、暫定形（側道部のみ整備区間と暫定2車線区間がある。詳細は後述）ではあるが、鴻巣市から渋川市までの直結が実現された（なお道路名称の通り、公式の時短効果の比較は鴻巣市ではなく熊谷市役所と渋川市役所の間で設定された）。これにより、東京と新潟方面の距離が大幅に短縮された。

更に、前述の新大宮上尾道路と直結されると、国道17号における東京都北部から群馬県中部までの約100 kmを越える長距離が、高規格なバイパス道路で結ばれることになり、更なる時間短縮が図られる見込である。

## 構成する道路
- 熊谷バイパス（箕田 - 玉井IC間、延長15.9 km）
  - 側道である一般道路の整備は4車線で完了済。自動車専用道路本線（4車線）の事業化は未定。側道であるが、本線用地を活用し、6車線化した区間や立体交差化した区間がある。
- 深谷バイパス（玉井IC - 上武IC間、延長3.7 km）
  - 側道である一般道路の整備は4車線で完了済。自動車専用道路本線（4車線）の事業化は未定。
- 上武道路（全線指定、延長40.5 km）
  - 緩和要件に基づく一般道路規格で、2017年（平成29年）3月19日に全線開通[5]。新上武大橋の群馬県側橋詰 - 上武上細井交差点間は4車線化済。上武上細井交差点 - 終点間は2023年現在4車線化が進められている。起点 - 新上武大橋間は4車線化未着工。
- 前橋渋川バイパス（全線指定、延長5.7 km）
  - 緩和要件に基づく一般道路規格で、2010年（平成22年）3月20日に全線開通。終点付近の現道活用区間（旧渋川バイパス）のみ4車線化済、新設区間は暫定2車線。2017年（平成29年）4月1日付けで国道17号現道となった[6]。

## インターチェンジ
構成する4バイパスの中で、インターチェンジとして存在している他の道路との接続地点について一覧にする。熊谷・深谷バイパスにおいて、これが実際に本線のインターチェンジになるのか、それ以外にも本線インターチェンジが設けられるのかについては不明。
- 持田インターチェンジ：埼玉県行田市持田
  - 熊谷バイパス上にある。建設当時の国道125号（現県道）と接続する。
- 玉井インターチェンジ：埼玉県熊谷市玉井
  - 熊谷バイパスと深谷バイパスの接続地点。本線に合わせ、熊谷バイパス鴻巣・東京方面と深谷バイパス渋川・新潟方面が直結しており、鴻巣方面より熊谷バイパスの終点（本庄・高崎）方面（連絡道路区間外）が分岐するハーフインターチェンジ。国道407号との立体交差（代交差点）と一体化している。
- 上武インターチェンジ：埼玉県熊谷市西別府
  - 深谷バイパスと上武道路の接続地点。玉井ICとは異なり、深谷バイパス熊谷方面と終点（深谷市街・本庄・高崎）方面（連絡道路区間外）が直結して、熊谷方面から上武道路が分岐するハーフインターチェンジ。上武道路は本線として建設されているため、これまで側道として建設され分離していた上下線がインターチェンジの先で合流する。
- 伊勢崎インターチェンジ：群馬県伊勢崎市三和町
  - 北関東自動車道のインターチェンジ。
- 渋川伊香保インターチェンジ：群馬県渋川市中村
  - 関越自動車道のインターチェンジ。